# Epidendrum parahybunense
Epidendrum parahybunense är en orkidéart som beskrevs av João Barbosa Rodrigues. Epidendrum parahybunense ingår i släktet Epidendrum och familjen orkidéer. Inga underarter finns listade i Catalogue of Life.

## Bildgalleri

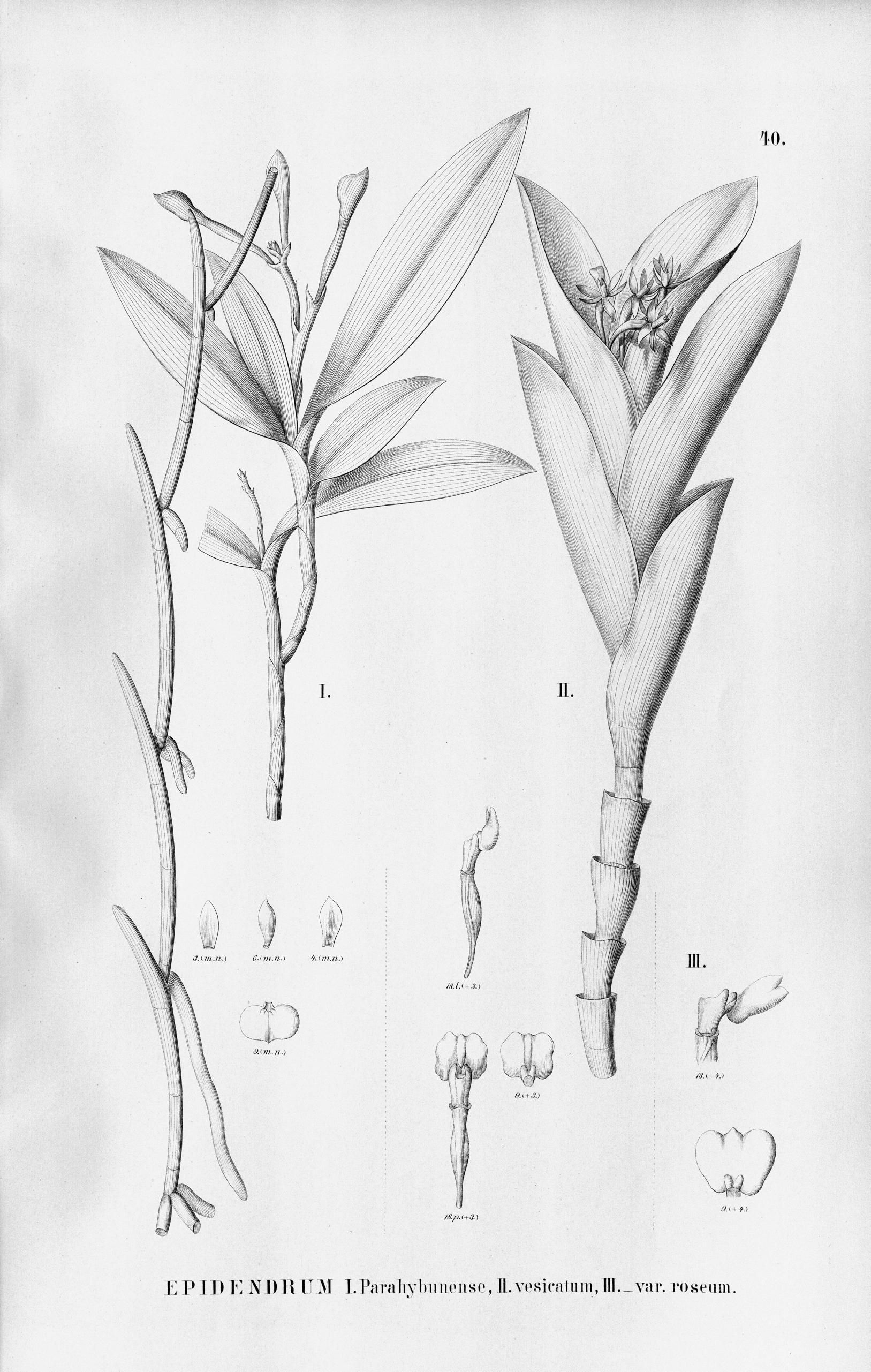